# Ammonio (grammatico)
Ammonio (in greco antico: Ἀμμώνιος?, Ammónios; Alessandria d'Egitto, ... – Costantinopoli, dopo il 391) è stato un grammatico greco antico.

## Biografia
Ammonio era di Alessandria e fu contemporaneo di Elladio, vissuto alla fine del IV secolo d.C..
Insegnante di grammatica ad Alessandria, fu anche sacerdote di Api. Di fronte al violento attacco condotto dal vescovo Teofilo contro il paganesimo in Egitto nel 389-391, Ammonio ed Elladio fuggirono a Costantinopoli, dove ripresero la loro professione. 

## Opere
Ammonio era precedentemente identificato come autore di un trattato intitolato Peri homoíōn kai diaphórōn léxeōn (περὶ ὁμοίων καὶ διαφόρων λέξεων, Sulle differenze e le espressioni sinonimiche). Tuttavia, sembra più probabile che il trattato nella sua forma attuale sia una revisione preparata da un successivo editore bizantino, il cui il nome potrebbe essere stato Ammonio.